# 片岡凜
片岡 凜（かたおか りん、2003年〈平成15年〉10月6日 - ）は、日本の女優。群馬県出身。フラーム所属。

## 人物
幼少期から、映画を愛好する父と一緒に観て「俳優がちょっとした目の動きやひとことのセリフで見ている人の心を動かせるのがすごい素敵な仕事だ」と思い、「女優になりたい」思いを秘めていた。
群馬県のインターナショナル・スクール在学中、2021年4月に「世の中に自分の存在を知ってもらいたい」と開設したTikTokが注目され、フォロワーが増える。約20社の芸能事務所から勧誘され、2021年12月10日にフラームに所属したことを発表する。マネージャーから「頑張りたいことがあれば、それをサポートできる存在になりたい」と伝えられて心に響いた。卒業まで群馬県に居住しながら芸能の仕事を続けた。2022年2月時点でTikTokは約24万人、Instagramは約6万人と、合計30万人以上のフォロワーがいる。2022年3月1日に卒業し、芸能活動に専念して「人生を女優という仕事にかけて生きていきたい。たくさんの方々に応援いただいているので、期待に応えられるように頑張ります」とインタビューに答えている。2022年10月15日に公式YouTubeチャンネルを開設する。動画は自らが編集している。英会話とギター演奏を特技とする。役に入り込むため、手鏡を現場に持ち込んでいる。
影響を受けた作品として、『ブレイキング・バッド』を挙げる。
個性的なSNS投稿がたびたび話題で、ドラマへの起用理由の一つともなっており、『虎に翼』で共演した松山ケンイチからは、「個人的にSNS運用の達人と尊敬している片岡先生」と評されている。

## 略歴
芸能界デビューは優里のMV『レオ』 で、愛犬との日々を描いた物語のヒロインを演じた。
2021年4月20日、TikTokを開設。同年6月26日、Instagramを開設。
2022年8月20日、X（旧：Twitter）での発信を開始。同年8月26日、7月期TBS系金曜ドラマ『石子と羽男-そんなコトで訴えます?-』第7話でテレビドラマに初出演し、女優デビュー。同年10月期テレビ朝日系オシドラサタデー『ボーイフレンド降臨』で連続ドラマに初めてレギュラー出演する。同年10月15日、公式YouTubeチャンネルを開設。（2021年8月6日に、個人YouTubeチャンネルを開設していたが、当時のYouTube動画は2024年4月30日時点では公開していない。）
2023年4月期TBS系金曜ドラマ『ペンディングトレイン-8時23分、明日 君と』でゴールデンプライムタイムの連続ドラマに初めてレギュラー出演。
2024年5月31日、地域発信型映画『空の港のありがとう』で映画初出演。同年、『虎に翼』でNHK連続テレビ小説初出演（7月22日放送の第81回から）を果たし、怪演が話題を集めた。

## 出演

### テレビドラマ
- 石子と羽男-そんなコトで訴えます?- 第7話（2022年8月26日、TBS） - 川瀬ひな 役[8]
- ボーイフレンド降臨!（2022年10月15日 - 12月17日、テレビ朝日） - 津久井エマ 役[19]
- 君の花になる 第7話（2022年11月29日、TBS）- 新田 役 [24]
- リエゾン -こどものこころ診療所- 第4話（2023年2月10日、テレビ朝日） - 古川朱里 役[25]
- ペンディングトレイン-8時23分、明日 君と（2023年4月21日 - 6月23日、TBS） - 佐藤小春 役[20][26]
- いちばんすきな花 第9話（2023年12月7日、フジテレビ） - 潮ゆくえ 役（高校時代）[27]
- ブラックガールズトーク 第7話（2024年3月18日、テレビ東京） - 西尾千菜 役[28]
- 柚木さんちの四兄弟。 第6話・第7話（2024年6月4日・5日、NHK総合） - 玲菜 役[29][30][31]
- 連続テレビ小説 虎に翼（2024年7月22日 - 8月7日、9月18日 - 24日・27日、NHK） - 森口美佐江、並木美雪 役(二役)[22][32][33][34]
- ギークス～警察署の変人たち～ 第4話（2024年7月25日、フジテレビ） - 伊賀エイミ 役[35][36]
- 海に眠るダイヤモンド（2024年10月20日 - 12月22日、TBS） - 千景 役[37]
- 嘘解きレトリック 第4話・第5話（2024年10月28日・11月4日、フジテレビ） - 綾尾品子 役[38]

### 短編映画
- 地域発信型映画 空の港のありがとう（2024年5月17日、吉本興業） - 高岡美空 役[21][39][40][41][42][43][44]

### ラジオ番組
- 片岡凜のオールナイトニッポンX（2023年11月24日（23日深夜）、ニッポン放送）[45]

### CM・広告
- テレビ朝日・未来をここからプロジェクト（テレビ朝日）（2022年）[46][47]
- みんなでいこう、光10ギガ時代。おうち篇（NTT東日本）（フレッツ光クロス）（2022年）[48][49][50]
- ベネッセコーポレーション『難関合格 進研ゼミ√Route（ルート）大学受験』【数学編】、【日本史編】、【英語編】（2025年）[51]

### MV
- 優里「レオ」（2022年2月3日）[52][4]
- ケツメイシ「We GO」（2024年1月12日）[53][54]

### WEB
- 2022年
  - 3月10日配信【4Kムービーグラビア】YJヒロインの系譜正統継承者！新人女優・片岡凜ちゃんの撮影に最高画質で没入密着！【メイキング】[55]
  - 11月23日配信「オトナンサー」[56]
  - 11月24日配信 ポエトリームービー『INVISIBLE FRIEND』（YouTube）[57]
  - 11月24日配信 ポエトリームービー『BIG OLD TREE HYMN』（YouTube）[57]
  - 12月2日配信【4Kムービーグラビア】２度目の登場！正統派ヒロイン・片岡凜ちゃんの成長し続ける豊かな表現力と美しさの詰まったストリート撮影に最高画質で没入密着【メイキング】[58]
- 2023年
  - 8月21日配信「Daily logirl #114」[59]
- 2024年
  - 3月4日配信 NYLON JAPAN 『365 ANNIVERSARY』「雑誌の日」[60]
  - 3月8日 配信 NYLON JAPAN 『365 ANNIVERSARY』「エスカレーターの日」
  - 3月11日 配信 NYLON JAPAN 『365 ANNIVERSARY』「『風の谷のナウシカ』が公開された日」
  - 3月14日 配信 NYLON JAPAN 『365 ANNIVERSARY』「数学の日」
  - 3月20日 配信 NYLON JAPAN 『365 ANNIVERSARY』「上野動物公園開園記念日」
  - 3月25日 配信 NYLON JAPAN 『365 ANNIVERSARY』「ワッフルの日」
  - 3月30日 配信 NYLON JAPAN 『365 ANNIVERSARY』「鉛筆の日」
  - 10月12日配信 GINZA「GINZA編集部が今気になる人。俳優・片岡凜に会ってきた！」[61]
  - 11月17日配信 GINZA「片岡凜　トレンディなヒロインのように」[62]
- 2025年
  - 2月19日配信「POPEYE Web」Girls in the City “supplement”／片岡凜@乃木坂[63][64]
  - 6月9日配信「TOKYO PRIME CHANNEL」ひみつのPRIME 片岡 凜 #1[65]
  - 6月16日配信「TOKYO PRIME CHANNEL」ひみつのPRIME 片岡 凜 #2[66]
  - 6月23日配信「TOKYO PRIME CHANNEL」ひみつのPRIME 片岡 凜 #3[67]
  - 6月30日配信「TOKYO PRIME CHANNEL」ひみつのPRIME 片岡 凜 #4[68]
  - 7月9日配信 美的.com 「推しライブメイク」に俳優・片岡 凜さんがトライ！ ケイトのピンクパールラメで目元盛り♡[69]

### タクシーメディア
- 「ひみつのPRIME」第十六弾（2025年6月2日 - 2025年6月29日放映、TOKYO PRIME）[70]

## 書籍

### 雑誌
- 2022年
  - 3月10日 週刊ヤングジャンプNo.15
  - 3月23日 Ray5月号
  - 4月8日 CM NOW vol.216
  - 4月22日 月刊B.L.T.6月号
  - 8月10日 CM NOW vol.218
  - 9月7日 GENIC10月号
  - 11月16日 an・an No. 2324
  - 11月18日 BARFOUT! 12月号 VOL.327
  - 11月24日 月刊B.L.T1月号
  - 12月1日 週刊ヤングジャンプNo.1
- 2023年
  - 5月2日 blt graph. vol.89
  - 5月2日 日経エンタテインメント!6月号
  - 5月9日 BOMB 2023年6月号
  - 6月7日 テレビ・ステーション
- 2024年
  - 5月9日 BOMB 2024年6月号　No.532
  - 7月9日 blt graph. vol.103
  - 10月11日 GINZA 2024年11月号 No.329
- 2025年
  - 2月7日 POPEYE（ポパイ） 2025年3月号　No.935
  - 6月20日 美的（BITEKI） 2025年8月号

## イベント

### 写真展
- photo exhibition emergence × Rin Kataoka、撮影：武井宏員・酒井貴弘 （2022年9月6日 - 11日）[71][72][73]